# ダロワイヨ

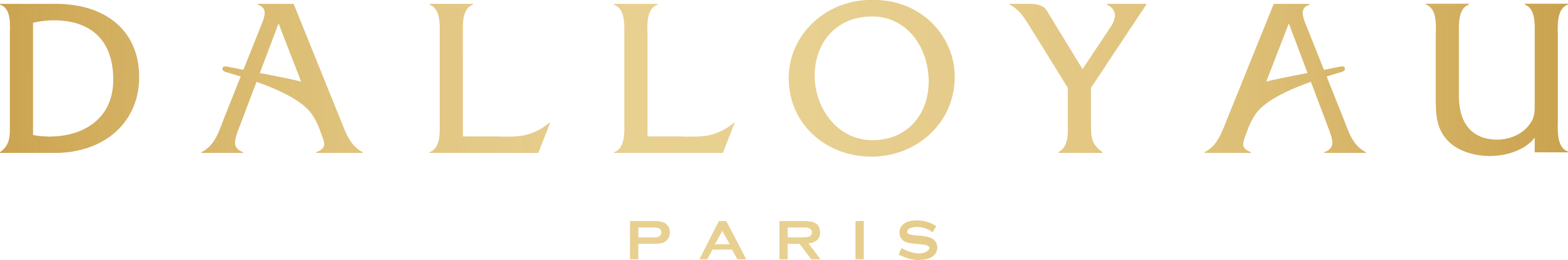
ダロワイヨのロゴ

ダロワイヨ（フランス語: Dalloyau）は、その歴史が1682年のヴェルサイユ宮殿にまでさかのぼる、パリのフォブール＝サントノレ通り（パリ8区）を本拠とするガストロノミーとペストリー（焼菓子）分野の食品会社である。
日本では不二家がライセンス契約をして販売展開している。
家族経営の独立企業で、ナディーヌ・ガヴィヨン・ベルナルデが1993年以来社長を務めている。2001年からフランスの高級ブランド70社によって構成されているコルベール委員会の会員である。

## 歴史
1682年、コンデ公に仕えていたシャルル・ダロワイヨは、レセプションで供したパンが認められて、ルイ14世のもとに招かれた。その後、ダロワイヨ一族の兄弟4世代が、ヴェルサイユ宮殿で王に仕え、当時のフランスの最高の美食の称号であった“Officier de bouche”（食膳係）という名誉ある職名を得たエリート集団の一員だった。こうしてダロワイヨの兄弟やその息子達は貴族に出世し、国王の前で剣を持つ事を許された。この栄誉ある職名のおかげで、ダロワイヨの一族は王の食事に参加し、また、王の公式な儀式に招かれ、料理と食膳に関する研究に参加するようになった。
その後、フランス革命が起き、社会は壊滅して、ダロワイヨは食膳係の地位を追われることになる。シャルルの子孫であるジャン･バティスト・ダロワイヨは来たるべき社会の変革と動向を感じとって、ダロワイヨ一族の物語を守り続け、1802年にパリで最初の「美食の館 ダロワイヨ」を創業した。彼は、美食に関する全ての活動をまとめ、当時の貴族が行っていたのと同様に、新興のブルジョワジーも家庭でもパーティを開けるように、調理済みの食品を提供した。彼は、パリのフォブール＝サントノレ通り（fr）に店舗を設けたが、そこは今なおダロワイヨの本店となっている。

## オペラ：ダロワイヨで最も有名なケーキ

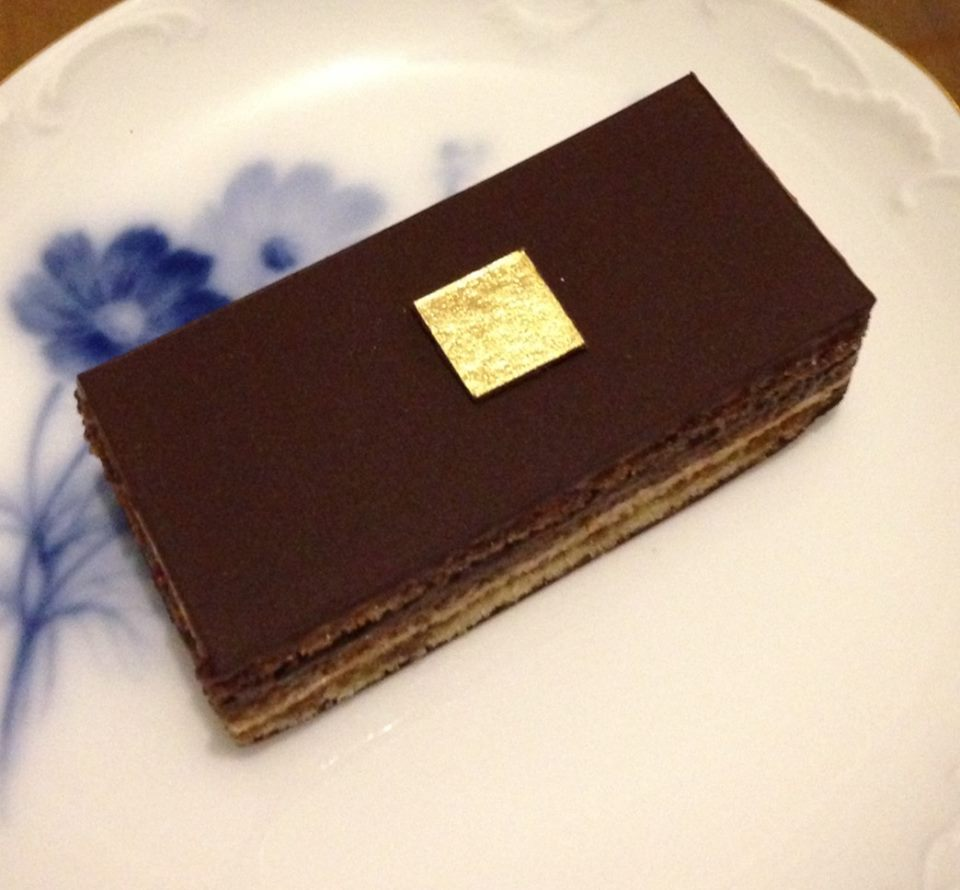
ダロワイヨジャポンのオペラ

ガトーショコラの一種「オペラ」は、1955年にダロワイヨのシリアック・ガビヨンによって創製された。外から一目で全ての層が見え、一口でケーキ全体の風味が分かる新しい形のケーキを作りたかったというのが彼の意図であった。彼の妻、アンドレ・ガビヨンは、オペラ座のバレリーナに対して賛辞の念を表すためにオペラの名前をケーキにつけた。オペラは、コーヒー・シロップに浸したビスキュイ・ジョコンダとコーヒーのバタークリーム、そして、ガナッシュ・チョコレートの三層からなる長方形のケーキ。トップは、濃いダーク・チョコレートでコーティングされている。オペラは今でもダロワイヨのベストセラーである。アジアの市場ではギフトボックスに入って販売されている。

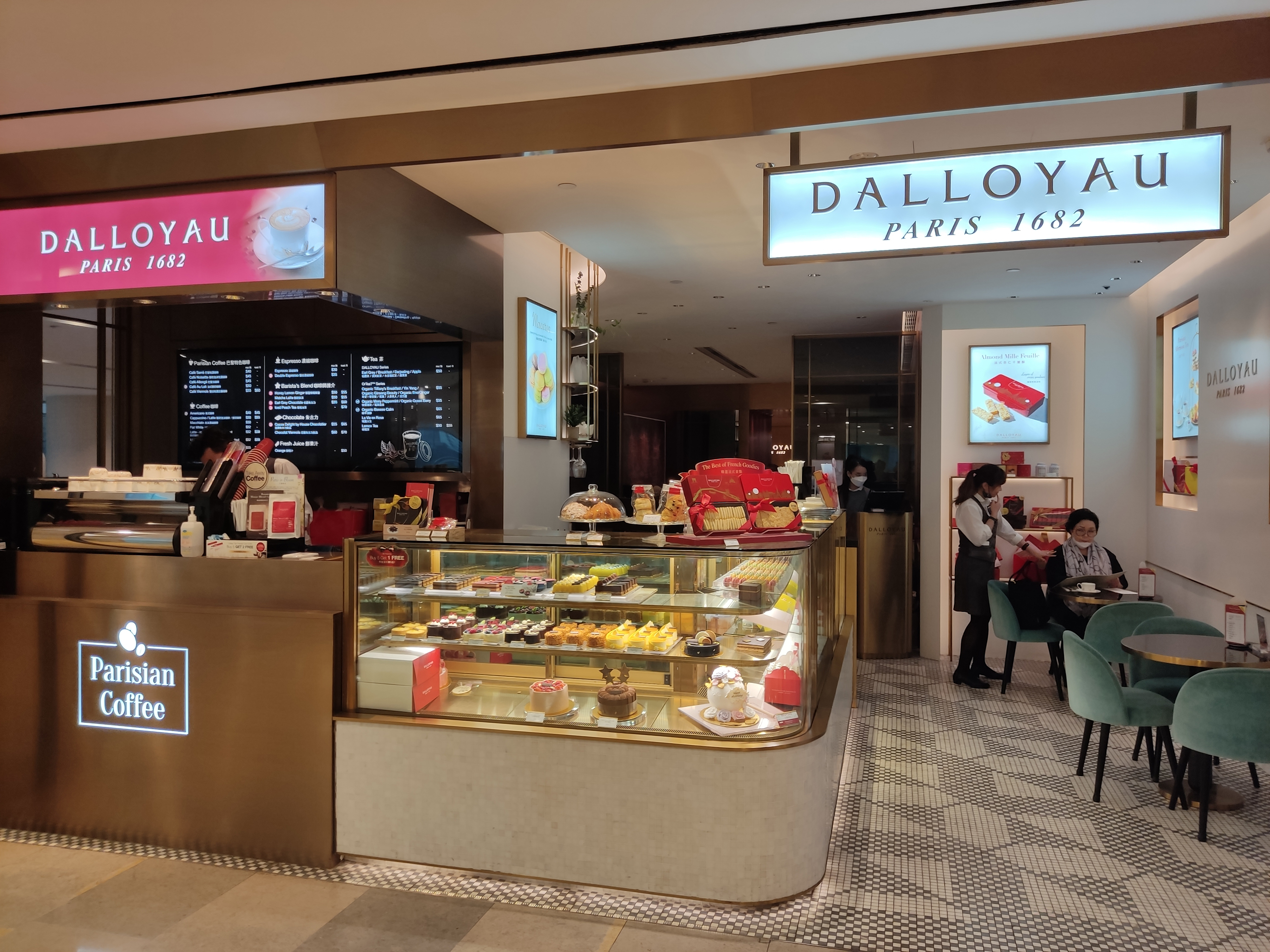
「Dalloyau Pacific Place」（香港金鐘）

## 日本での展開

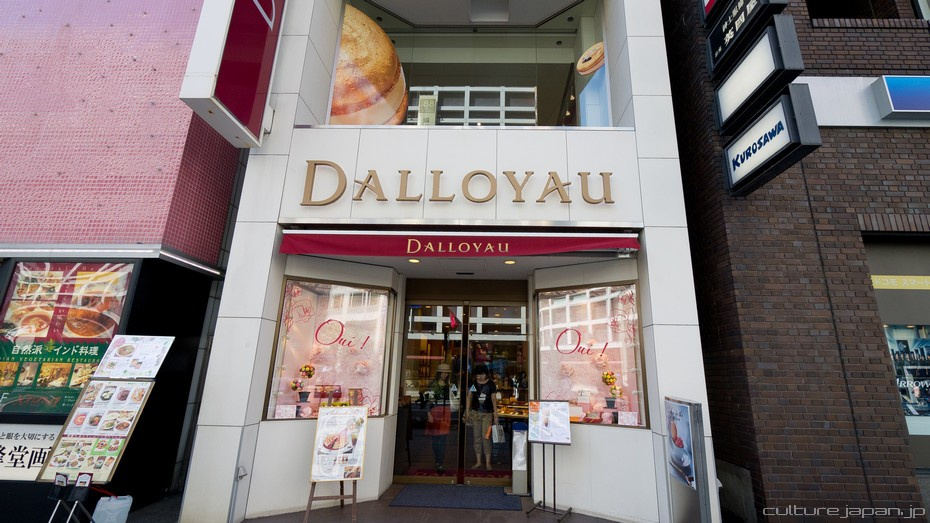
銀座6丁目にあったダロワイヨ銀座本店。2017年10月に閉店。

1982年（昭和57年）に、株式会社不二家がダロワイヨ社とライセンス契約を結び、フランス国外初のダロワイヨの一号店が東京自由が丘に開店した。1989年には銀座本店が開店し、100%不二家出資で日本法人の株式会社ダロワイヨジャポンが設立された。2019年現在では、世界に31店舗ある中で、21店舗が日本に出店している。

## 関連資料
- Le Grand Larousse Gastronomique 2007  595ページ
- 「Château de Chantilly」のアーカイヴ
- Laurent Baudoin - 歴史研究家
- Dominique Michel - 食文化研究家